# Porto Alegre (microregio)
Porto Alegre (IPA: [ˈpoɾtʊ aˈlɛɡɾɪ]) is een van de 35 microregio's van de Braziliaanse deelstaat Rio Grande do Sul. Zij ligt in de mesoregio Metropolitana de Porto Alegre en grenst aan de microregio's Camaquã, São Jerônimo, Montenegro, Gramado-Canela en Osório. De microregio heeft een oppervlakte van ca. 5.589 km². In 2005 werd het inwoneraantal geschat op 3.754.096.
Tweeëntwintig gemeenten behoren tot deze microregio:
- Alvorada
- Araricá
- Cachoeirinha
- Campo Bom
- Canoas
- Eldorado do Sul
- Estância Velha
- Esteio
- Glorinha
- Gravataí
- Guaíba
- Mariana Pimentel
- Nova Hartz
- Nova Santa Rita
- Novo Hamburgo
- Parobé
- Porto Alegre
- São Leopoldo
- Sapucaia do Sul
- Sapiranga
- Sertão Santana
- Viamão

Mesoregio's: Centro Ocidental Rio-Grandense · Centro Oriental Rio-Grandense · Metropolitana de Porto Alegre · Nordeste Rio-Grandense · Noroeste Rio-Grandense · Sudeste Rio-Grandense · Sudoeste Rio-Grandense

Microregio's: Cachoeira do Sul · Camaquã · Campanha Central · Campanha Meridional · Campanha Ocidental · Carazinho · Caxias do Sul · Cerro Largo · Cruz Alta · Erechim · Frederico Westphalen · Gramado-Canela · Guaporé · Ijuí · Jaguarão · Lajeado-Estrela · Litoral Lagunar · Montenegro · Não-Me-Toque · Osório · Passo Fundo · Pelotas · Porto Alegre · Restinga Seca · Sananduva · Santa Cruz do Sul · Santa Maria · Santa Rosa · Santiago · Santo Ângelo · São Jerônimo · Serras de Sudeste · Soledade · Três Passos · Vacaria